# Llista d'asteroides/200101-200200
| Nom      | Designació provisional | Data de descobriment   | Lloc de descobriment | Descobridor/s                        |
| -------- | ---------------------- | ---------------------- | -------------------- | ------------------------------------ |
| 200101 - | 1995 MJ7               | 25 de juny de 1995     | Kitt Peak            | Spacewatch                           |
| 200102 - | 1995 QH3               | 31 d'agost de 1995     | Haleakala            | AMOS                                 |
| 200103 - | 1995 QP16              | 28 d'agost de 1995     | Kitt Peak            | Spacewatch                           |
| 200104 - | 1995 SD                | 16 de setembre de 1995 | Kleť                 | M. Tichý                             |
| 200105 - | 1995 SO24              | 19 de setembre de 1995 | Kitt Peak            | Spacewatch                           |
| 200106 - | 1995 SK67              | 18 de setembre de 1995 | Kitt Peak            | Spacewatch                           |
| 200107 - | 1995 SG78              | 30 de setembre de 1995 | Kitt Peak            | Spacewatch                           |
| 200108 - | 1995 UE39              | 22 d'octubre de 1995   | Kitt Peak            | Spacewatch                           |
| 200109 - | 1995 UF43              | 24 d'octubre de 1995   | Kitt Peak            | Spacewatch                           |
| 200110 - | 1995 UM50              | 17 d'octubre de 1995   | Kitt Peak            | Spacewatch                           |
| 200111 - | 1995 UO56              | 25 d'octubre de 1995   | Kitt Peak            | Spacewatch                           |
| 200112 - | 1995 UP57              | 17 d'octubre de 1995   | Kitt Peak            | Spacewatch                           |
| 200113 - | 1995 UL69              | 19 d'octubre de 1995   | Kitt Peak            | Spacewatch                           |
| 200114 - | 1995 VN15              | 15 de novembre de 1995 | Kitt Peak            | Spacewatch                           |
| 200115 - | 1995 WR13              | 16 de novembre de 1995 | Kitt Peak            | Spacewatch                           |
| 200116 - | 1996 AJ6               | 12 de gener de 1996    | Kitt Peak            | Spacewatch                           |
| 200117 - | 1996 AU7               | 12 de gener de 1996    | Kitt Peak            | Spacewatch                           |
| 200118 - | 1996 AG20              | 15 de gener de 1996    | Kitt Peak            | Spacewatch                           |
| 200119 - | 1996 BD14              | 16 de gener de 1996    | Kitt Peak            | Spacewatch                           |
| 200120 - | 1996 GQ13              | 11 d'abril de 1996     | Kitt Peak            | Spacewatch                           |
| 200121 - | 1996 TY15              | 4 d'octubre de 1996    | Kitt Peak            | Spacewatch                           |
| 200122 - | 1997 CR6               | 4 de febrer de 1997    | Haleakala            | NEAT                                 |
| 200123 - | 1997 EF60              | 14 de març de 1997     | Kitt Peak            | Spacewatch                           |
| 200124 - | 1997 GR2               | 7 d'abril de 1997      | Kitt Peak            | Spacewatch                           |
| 200125 - | 1997 HU                | 28 d'abril de 1997     | Kitt Peak            | Spacewatch                           |
| 200126 - | 1997 HK11              | 30 d'abril de 1997     | Socorro              | LINEAR                               |
| 200127 - | 1997 MO                | 27 de juny de 1997     | Kitt Peak            | Spacewatch                           |
| 200128 - | 1997 SJ15              | 29 de setembre de 1997 | Kitt Peak            | Spacewatch                           |
| 200129 - | 1997 SZ30              | 27 de setembre de 1997 | Mallorca             | À. López, R. Pacheco                 |
| 200130 - | 1997 TP9               | 2 d'octubre de 1997    | Kitt Peak            | Spacewatch                           |
| 200131 - | 1997 UC6               | 23 d'octubre de 1997   | Kitt Peak            | Spacewatch                           |
| 200132 - | 1997 WP11              | 22 de novembre de 1997 | Kitt Peak            | Spacewatch                           |
| 200133 - | 1997 WZ12              | 23 de novembre de 1997 | Kitt Peak            | Spacewatch                           |
| 200134 - | 1997 WN14              | 22 de novembre de 1997 | Kitt Peak            | Spacewatch                           |
| 200135 - | 1997 WO14              | 22 de novembre de 1997 | Kitt Peak            | Spacewatch                           |
| 200136 - | 1997 WS17              | 23 de novembre de 1997 | Kitt Peak            | Spacewatch                           |
| 200137 - | 1997 WV17              | 23 de novembre de 1997 | Kitt Peak            | Spacewatch                           |
| 200138 - | 1997 WP18              | 23 de novembre de 1997 | Kitt Peak            | Spacewatch                           |
| 200139 - | 1997 WS18              | 23 de novembre de 1997 | Kitt Peak            | Spacewatch                           |
| 200140 - | 1997 WH22              | 28 de novembre de 1997 | Xinglong             | Beijing Schmidt CCD Asteroid Program |
| 200141 - | 1997 XZ1               | 3 de desembre de 1997  | Chichibu             | N. Sato                              |
| 200142 - | 1998 BC32              | 23 de gener de 1998    | Caussols             | ODAS                                 |
| 200143 - | 1998 DA9               | 23 de febrer de 1998   | Kitt Peak            | Spacewatch                           |
| 200144 - | 1998 DD21              | 22 de febrer de 1998   | Kitt Peak            | Spacewatch                           |
| 200145 - | 1998 DJ37              | 28 de febrer de 1998   | La Silla             | C.-I. Lagerkvist                     |
| 200146 - | 1998 FS136             | 28 de març de 1998     | Socorro              | LINEAR                               |
| 200147 - | 1998 HC50              | 27 d'abril de 1998     | Kitt Peak            | Spacewatch                           |
| 200148 - | 1998 HT143             | 21 d'abril de 1998     | Socorro              | LINEAR                               |
| 200149 - | 1998 HL147             | 23 d'abril de 1998     | Socorro              | LINEAR                               |
| 200150 - | 1998 LW3               | 1 de juny de 1998      | La Silla             | E. W. Elst                           |
| 200151 - | 1998 QV59              | 26 d'agost de 1998     | Kitt Peak            | Spacewatch                           |
| 200152 - | 1998 QF64              | 24 d'agost de 1998     | Socorro              | LINEAR                               |
| 200153 - | 1998 QY70              | 24 d'agost de 1998     | Socorro              | LINEAR                               |
| 200154 - | 1998 RJ                | 1 de setembre de 1998  | Woomera              | F. B. Zoltowski                      |
| 200155 - | 1998 RG20              | 14 de setembre de 1998 | Socorro              | LINEAR                               |
| 200156 - | 1998 SA3               | 18 de setembre de 1998 | Goodricke-Pigott     | R. A. Tucker                         |
| 200157 - | 1998 ST40              | 24 de setembre de 1998 | Kitt Peak            | Spacewatch                           |
| 200158 - | 1998 TK7               | 15 d'octubre de 1998   | Catalina             | CSS                                  |
| 200159 - | 1998 XY11              | 14 de desembre de 1998 | Socorro              | LINEAR                               |
| 200160 - | 1998 YN19              | 25 de desembre de 1998 | Kitt Peak            | Spacewatch                           |
| 200161 - | 1999 AG16              | 9 de gener de 1999     | Kitt Peak            | Spacewatch                           |
| 200162 - | 1999 BZ12              | 24 de gener de 1999    | Višnjan Observatory  | K. Korlević                          |
| 200163 - | 1999 CA7               | 10 de febrer de 1999   | Socorro              | LINEAR                               |
| 200164 - | 1999 CG114             | 12 de febrer de 1999   | Socorro              | LINEAR                               |
| 200165 - | 1999 CH144             | 8 de febrer de 1999    | Mauna Kea            | C. Veillet                           |
| 200166 - | 1999 CB146             | 8 de febrer de 1999    | Kitt Peak            | Spacewatch                           |
| 200167 - | 1999 CJ152             | 12 de febrer de 1999   | Kitt Peak            | Spacewatch                           |
| 200168 - | 1999 DG                | 16 de febrer de 1999   | Caussols             | ODAS                                 |
| 200169 - | 1999 FM3               | 19 de març de 1999     | Socorro              | LINEAR                               |
| 200170 - | 1999 FL51              | 20 de març de 1999     | Socorro              | LINEAR                               |
| 200171 - | 1999 FO61              | 22 de març de 1999     | Anderson Mesa        | LONEOS                               |
| 200172 - | 1999 FV79              | 20 de març de 1999     | Apache Point         | SDSS                                 |
| 200173 - | 1999 GU13              | 14 d'abril de 1999     | Kitt Peak            | Spacewatch                           |
| 200174 - | 1999 JV12              | 14 de maig de 1999     | Catalina             | CSS                                  |
| 200175 - | 1999 JH14              | 13 de maig de 1999     | Socorro              | LINEAR                               |
| 200176 - | 1999 JR25              | 10 de maig de 1999     | Socorro              | LINEAR                               |
| 200177 - | 1999 JY30              | 10 de maig de 1999     | Socorro              | LINEAR                               |
| 200178 - | 1999 JD67              | 12 de maig de 1999     | Socorro              | LINEAR                               |
| 200179 - | 1999 JH119             | 13 de maig de 1999     | Socorro              | LINEAR                               |
| 200180 - | 1999 JU127             | 13 de maig de 1999     | Socorro              | LINEAR                               |
| 200181 - | 1999 KQ3               | 19 de maig de 1999     | Kitt Peak            | Spacewatch                           |
| 200182 - | 1999 OT3               | 22 de juliol de 1999   | Socorro              | LINEAR                               |
| 200183 - | 1999 RO                | 3 de setembre de 1999  | Ondřejov             | L. Šarounová                         |
| 200184 - | 1999 RY8               | 4 de setembre de 1999  | Kitt Peak            | Spacewatch                           |
| 200185 - | 1999 RQ65              | 7 de setembre de 1999  | Socorro              | LINEAR                               |
| 200186 - | 1999 RY72              | 7 de setembre de 1999  | Socorro              | LINEAR                               |
| 200187 - | 1999 RZ90              | 7 de setembre de 1999  | Socorro              | LINEAR                               |
| 200188 - | 1999 RL93              | 7 de setembre de 1999  | Socorro              | LINEAR                               |
| 200189 - | 1999 RX100             | 8 de setembre de 1999  | Socorro              | LINEAR                               |
| 200190 - | 1999 RO101             | 8 de setembre de 1999  | Socorro              | LINEAR                               |
| 200191 - | 1999 RM110             | 8 de setembre de 1999  | Socorro              | LINEAR                               |
| 200192 - | 1999 RT119             | 9 de setembre de 1999  | Socorro              | LINEAR                               |
| 200193 - | 1999 RP135             | 9 de setembre de 1999  | Socorro              | LINEAR                               |
| 200194 - | 1999 RP144             | 9 de setembre de 1999  | Socorro              | LINEAR                               |
| 200195 - | 1999 RC188             | 14 de setembre de 1999 | Kitt Peak            | Spacewatch                           |
| 200196 - | 1999 RT190             | 14 de setembre de 1999 | Kitt Peak            | Spacewatch                           |
| 200197 - | 1999 RA203             | 8 de setembre de 1999  | Socorro              | LINEAR                               |
| 200198 - | 1999 RE216             | 2 de setembre de 1999  | Kitt Peak            | B. J. Gladman                        |
| 200199 - | 1999 RT221             | 5 de setembre de 1999  | Catalina             | CSS                                  |
| 200200 - | 1999 RY234             | 8 de setembre de 1999  | Catalina             | CSS                                  |